# Leiopodus abnormis
Leiopodus abnormis är en biart som först beskrevs av Jörgensen 1912.  Leiopodus abnormis ingår i släktet Leiopodus och familjen långtungebin. Inga underarter finns listade i Catalogue of Life.